# Ronin (Marvel Comics)
Ronin es un alias utilizado por varios personajes que aparece en los cómics estadounidenses publicados por Marvel Comics. Fue adoptado por primera vez por Maya López en The New Avengers #11 (noviembre de 2005) por Brian Michael Bendis y Joe Quesada. Después de esto, el manto de Ronin ha sido asumido por personajes como Clint Barton, Alexei Shostakov, Eric Brooks y Bullseye.
La encarnación de Clint Barton de Ronin aparece en la película de Marvel Cinematic Universe Avengers: Endgame (2019) y en la serie de Disney+ Hawkeye (2021), interpretado por Jeremy Renner.

## Historial de publicaciones
El personaje de Ronin fue creado por Brian Michael Bendis y Joe Quesada. Bendis declaró que la intención original era Matt Murdock como la verdadera identidad de Ronin, pero no pudo hacerlo debido a un conflicto con los planes del título del cómic Daredevil.

## Biografía ficticia

### Maya Lopez
Maya Lopez fue la primera persona en ponerse la identidad de Ronin. Una mujer sorda con reflejos fotográficos, Maya se convirtió en Ronin para investigar al Samurai de Plata en Japón.
Maya Lopez apareció por primera vez como Ronin en New Avengers #11 (noviembre de 2005), aunque el personaje apareció en las portadas de varias ediciones anteriores.

### Clint Barton
Clint Barton es la segunda persona en ponerse la identidad de Ronin, convirtiéndose en Ronin cuando se reincorporó a los Nuevos Vengadores tras Civil War. Él trató de entregar el traje de vuelta a Echo después de que fue rescatada de La Mano, pero Echo se negó y le permitió conservarlo. Clint Barton después reanudó su identidad de Ojo de Halcón durante el inicio de la Era Heroica.

### Alexei Shostakov
Un Ronin nuevo fue introducido en el crossover "Widow Maker" 
entre los títulos Hawkeye & Mockingbird y Black Widow. El nuevo Ronin inicialmente comienza asesinando espías y eventualmente se enfoca en Pájaro Burlón y la Viuda Negra. Él se reveló más tarde como Alexei Shostakov, el exesposo de la Viuda Negra (alias Guardián Rojo).
El escritor Jim McCann reveló "Vamos a aprender que hay mucho más de la identidad de Ronin de lo que nadie sabía, precediéndolo Ojo de Halcón y Echo antes de él. ¿Por qué Ronin existe? Ese es un misterio central que abordaremos".

### Eric Brooks
Un personaje cuya identidad se guarda del lector se introduce en los Poderosos Vengadores y se viste con un disfraz de Halloween, "Spider Hero", durante la historia del Infinito. Durante la historia de Inhumanidad, este personaje se suministra con el traje de Ronin de una "caja grande de cosas viejas de Clint Barton". Antes de que la verdadera identidad del personaje fuera revelada en Canon, un guion filtrado para la primera aparición reveló que esta iteración es Eric Brooks, es decir, el cazador de vampiros también conocido como Blade.

### Bullseye
En la historia de Hawkeye: Freefall, Clint se convierte en Ronin una vez más para lanzar un ataque contra el imperio criminal de Capucha. La Capucha finalmente contrata a Bullseye para descubrir la verdadera identidad de Ronin. Después de enterarse de que Clint es Ronin a través de sus asociados, Capucha le ordena a Bullseye que cometa crímenes vestido con el traje de Ronin para arruinar la reputación de Clint.

## Otras versiones

### Ultimate Marvel
El equivalente Ultimate Marvel de Ronin es una personalidad alternativa de Marc Spector. Para infiltrarse en las fuerzas de Kingpin, Ronin se prueba a sí mismo atrayendo a Spider-Man a una pelea. Los dos se involucran en una batalla brutal mientras Caballero Luna y Ronin luchan en una batalla simultánea en la mente de Spector. Ronin deja inconsciente a Spider-Man y aparentemente "mata" a Caballero Luna antes de llevar al joven al Kingpin para interrogarlo. Sin embargo, Kingpin ataca a Ronin, revelando su conocimiento de la identidad secreta de Ronin. Dos de los secuaces de Kingpin llevan a Ronin a un río y lo ejecutan. Sin embargo, Ronin sobrevive en circunstancias misteriosas y acude a la policía para proporcionar pruebas sobre el intento de Kingpin de asesinarlo. Mientras se ve obligado a revelar su identidad, Kingpin es arrestado y los medios se refieren a Spector como un héroe.

### Heroes Reborn
En el número cinco de la miniserie "Heroes Reborn", T'Challa usa la identidad Ronin para irrumpir en el cuartel general del Escuadrón Supremo y robar sus archivos, solo para ser expulsado por Nighthawk.

## En otros medios

### Televisión
- Ronin aparece en Marvel Disk Wars: The Avengers, con la voz de Hori Hideyuki. Esta versión es un personaje completamente nuevo (en lugar de un héroe existente) bajo la máscara: Nozomu Akatsuki, el padre de Akira Akatsuki y Hikaru Akatsuki.

### Universo cinematográfico de Marvel
Varias versiones del personaje aparecen en películas y series de televisión ambientadas en el Universo cinematográfico de Marvel.
- En Avengers: Endgame (2019), cinco años después de que los Vengadores mataran a Thanos, Clint Barton toma brevemente el manto para vengarse de los criminales que sobrevivieron al Blip, incluidos Tracksuit Mafia y Yakuza. Después de asesinar a un operativo Akihiko, Clint es reclutado por Natasha Romanoff para un exitoso Time Heist que recupera a la mitad de la población que Thanos se llevó. Clint también se une a los Vengadores en su batalla final contra un Thanos desplazado en el tiempo.
- En la serie de Disney+, Hawkeye (2021), Kate Bishop se topa con una subasta en el mercado negro que contiene artículos tomados del complejo de los Vengadores y se pone el traje de Ronin cuando la mafia del chándal ataca antes de devolvérselo a Barton, quien se ve obligado a dirigirse a consecuencias de su época como Ronin.
  - Además, Maya López aparece en la serie como la líder de la Tracksuit Mafia que busca vengarse de Ronin por matar a su padre.

### Videojuegos
- Maya Lopez aparece utilizando la identidad de Ronin como un personaje jugable exclusivo para PSP en Marvel: Ultimate Alliance con la voz de Marabina Jaimes. Ella aparece enmascarada por defecto, pero tiene un traje alternativo desenmascarado. Un mod disponibles para las versiones de Wii del juego le desbloquea como personaje jugable.
- El traje de Ronin aparece como un traje alternativo para Ojo de Halcón en Ultimate Marvel vs. Capcom 3.
- El traje de Ronin se presentó como un traje de persecución en Marvel Heroes.
- Ronin (blade) también se puede encontrar en Lego Marvel Vengadores.
- Ronin es un disfraz desbloqueable para Hawkeye (Clint Barton) en la Academia Vengadores
- Ronin es incluido en un videojuego para celular en 2019 Marvel: Contest of Champions

### Juguetes
- Un Minimate del personaje se publicado en la serie 12 de Marvel Minimates, en una variante de 2 packs con nuevo traje con daño de batalla "Riot-Attack" de Spider-Man.
- Marvel Legends publicó 2 packs con una figura de Ronin y Elektra. Esta figura tiene una cabeza alternativa desenmascarada de Clint Barton (Ojo de Halcón).[15]
- Marvel Legends lanzó una figura en el 2019 basada en la aclamada cinta de Avengers:Endgame.
- Marvel Universe lanzó una figura de Ronin.